# 根廷
根廷（德語：Genthin，發音：[ɡɛnˈtiːn] ⓘ）是德国萨克森-安哈尔特州耶里肖地区县的城市，面积230.73平方千米，2023年12月31日人口为13,646人。